# Refuge du Châtelleret
Le refuge du Châtelleret (« le Petit Château ») est situé en France dans le massif des Écrins sur la commune de Saint-Christophe-en-Oisans, entre La Bérarde et le refuge du Promontoire. Il donne sur la face Sud de La Meije.
Le gestionnaire est le Comité départemental de l'Isère.

## Géographie

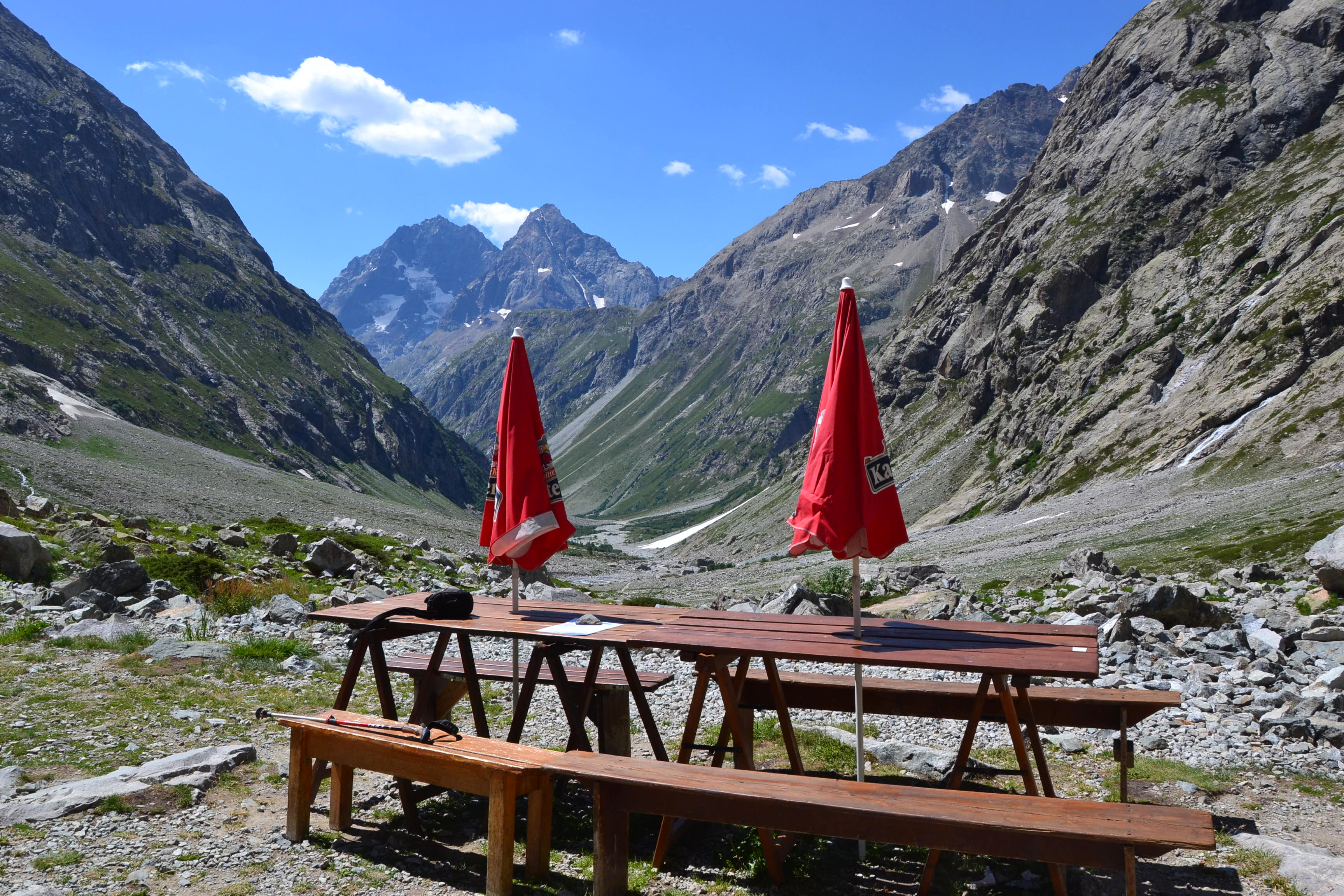
La vue vers l'aval depuis le refuge avec au loin la grande aiguille de la Bérarde et la cime de l'Encoula.

Le refuge se trouve dans le massif des Écrins, dans le parc national des Écrins, le long du torrent des Étançons, au pied de la Meije et du Râteau, en aval du refuge du Promontoire.
De la Bérarde, le dénivelé est de 510 m pour un temps de montée de deux heures.

## Histoire
Ce refuge est édifié sur le lieu même où Pierre Gaspard bivouaque lors de la première ascension de la Meije en 1877.
Dans la nuit du 29 au 30 juillet 2023, le refuge est touché sur son flanc droit par une lave torrentielle provoquée par un orage particulièrement important. Le captage et l'adduction d'eau étant endommagés et d'autres ouvrages impactés, il est fermé pour une durée indéterminée. 

## Activités
En été, c'est le point de départ de nombreuses courses d'alpinisme dont :
- à l'ouest, les têtes Nord (3 342 m) et Sud (3 428 m) du Replat ;
- à l'est, le pic Nord des Cavales (3 362 m), la pointe des Aigles (3 335 m), etc.

En randonnée haute montagne, la liaison est possible avec le refuge de la Selle via le col du Replat ou la brèche du Râteau.
En hiver et jusqu'au printemps, le refuge est ouvert au ski de randonnée, avec notamment un accès au col de la Casse Déserte (3 483 m) et au col du Pavé (3 554 m).